# LADIA
LADIA（レディア）は、1990年代に活動していた、日本の3人組ガールズ・バンド（レディース・バンド）。

## メンバー
- YOKKO（原屋佳子） - ボーカル
- YUMI（佐野由美）- ギター
- KUMI（中嶋久美） - ギター

## 概要・略歴
「BAND EXPLOSION '90日本大会」（ヤマハ音楽振興会などの主催・1990年10月26日）に、『STILL LOVIN' YOU』（作詞/作曲： 原屋佳子）で出場。
1992年9月23日にシングルとアルバムが同時発売され、メジャーデビュー。ユイ音楽工房（現： ユイミュージック）に所属していた。

## タイアップ一覧
| 使用年 | 曲名             | タイアップ                                                                 |
| ------ | ---------------- | -------------------------------------------------------------------------- |
| 1994年 | 翼をもらった君へ | 朝日ニュースター・北陸朝日放送系全国ネット『KID'S NEWS』エンディングテーマ |
| 1994年 | 愛は生きもの     | テレビ東京系『超恋愛遊戯/スーパー・ラブ・ラブ・ゲーム』エンディングテーマ  |